# Неаполі (район Афін)
Неаполі (грец. Νεάπολη) — район Афін, фактично передмістя. Район розташований на північний захід від Лікавіта. Західну частину Неаполі іноді відносять до району Екзархія. Основні вулиці: Гіппократа і Харілаоса Трикупіса.